# أغوسان ديل نورت
أغوسان ديل نورت هي مقاطعة في الفلبين، تتبع كاراجا، بلغ عدد سكانها 332٬487 نسمة، في 2010، عاصمتها كابادباران، تبلغ مساحتها 2٬730٫24 كيلومتر مربع، رمزها البريدي هو 8600–8611.

## الموقع
تشترك في الحدود مع:
- ميساميس أوريانتال
- سوريجاو ديل نورت
- سوريجاو ديل سور.

## التقسيمات الإدارية
- كابادباران
- Buenavista, Agusan del Norte [الإنجليزية]‏
- Carmen, Agusan del Norte [الإنجليزية]‏
- Jabonga [الإنجليزية]‏
- Kitcharao [الإنجليزية]‏
- Las Nieves, Agusan del Norte [الإنجليزية]‏
- Magallanes, Agusan del Norte [الإنجليزية]‏
- Nasipit [الإنجليزية]‏
- Remedios T. Romualdez [الإنجليزية]‏
- Santiago, Agusan del Norte [الإنجليزية]‏
- Tubay [الإنجليزية]‏.